# Avidina

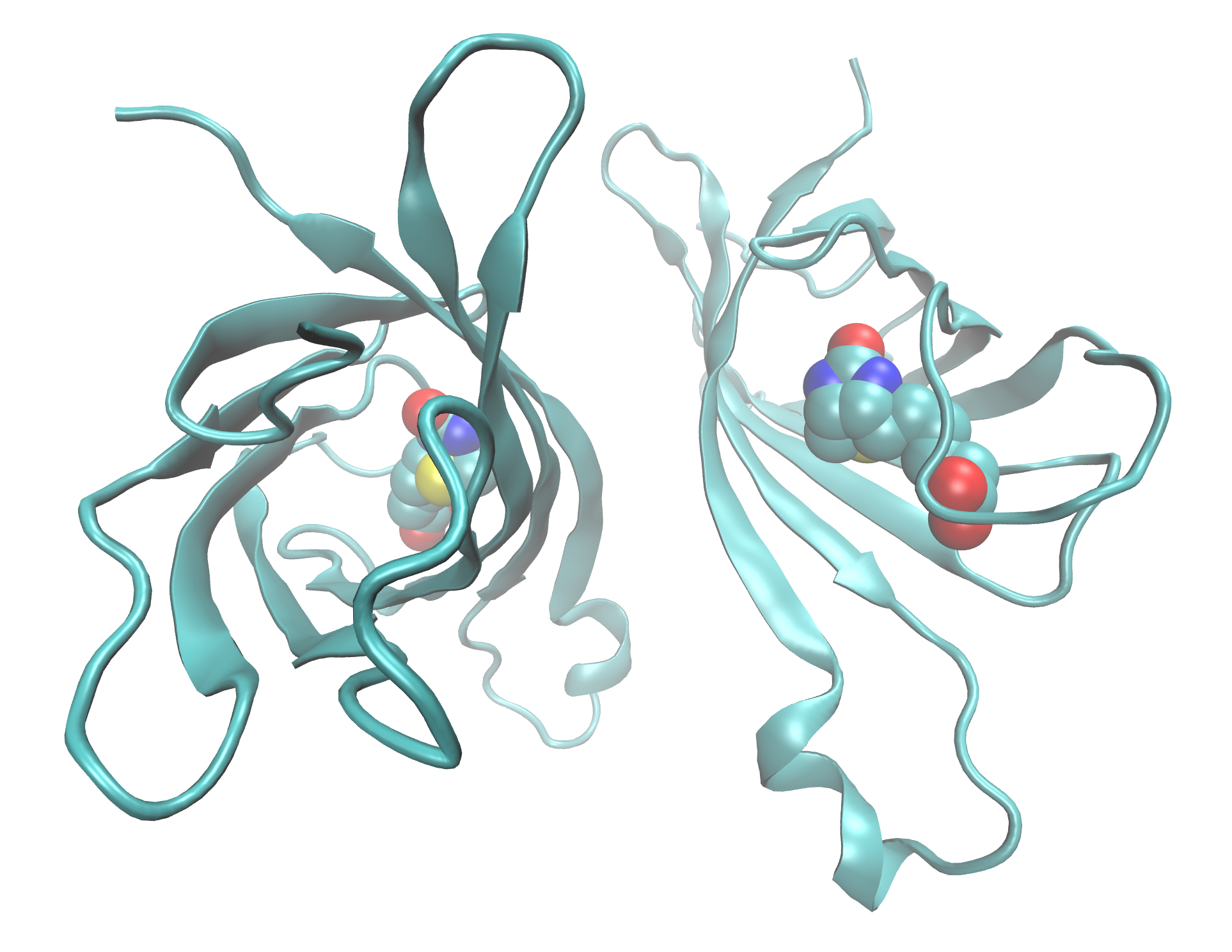
Modelo de dímero de avidina de galinha com biotina unida (a proteína completa é tetramérica)

Biotina - A avidina pode unir-se a 4 moléculas de biotina com alta afinidade, impedindo a absorção desta vitamina pelo nosso organismo.

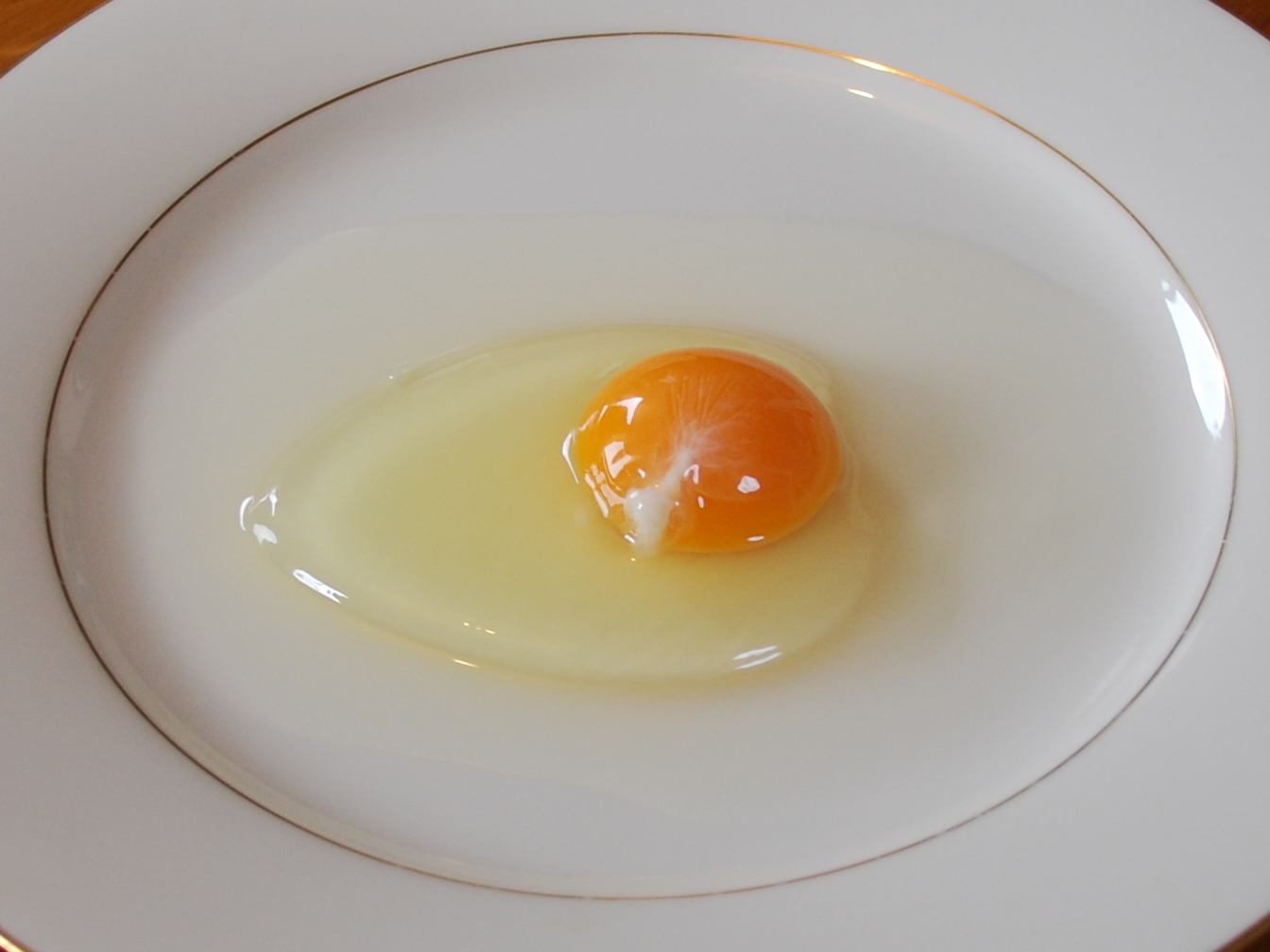
Um ovo cru com a sua gema rodeada da clara. A avidina foi isolada pela primeira vez a partir da clara de ovo de galinha por Esmond Emerson Snell.

A avidina é uma glicoproteína tetramérica com afinidade pela biotina, produzida nos ovidutos de aves, répteis e anfíbios, que se acumula nas claras dos ovos. Esta união da avidina à biotina (vitamina B7) impede a absorção de dita vitamina no intestino, pelo que comer muita clara de ovo crua não é bom para a nutrição, embora este efeito não se produza nos ovos cozinhados.
As quatro subunidades ou protómeros que formam esta proteína tetramérica são idênticos (proteína homotetramérica), e cada um deles pode unir-se a uma molécula de biotina com um alto grau de afinidade e especificidade. A constante de dissociação da avidina é KD ≈ 10−15, o que faz com que a sua ligação com a biotina seja uma das ligações não covalentes mais fortes conhecidas.
Na sua forma tetramérica a avidina tem um peso molecular estimado entre 66–69 kDa. 10 % desse peso deve-se ao seu conteúdo em glícidos, constituído por oligossacarídeos compostos por resíduos de manose e N-acetilglicosamina.
A avidina funcional só se encontra na clara de ovo crua, uma vez que a avidez por unir-se à biotina, característica desta proteína, desaparece com a cozedura. A função natural exercida pela avidina nos ovos não é conhecida, embora se sugira que funciona como um inibidor do crescimento bacteriano no oviduto,  ao unir-se à biotina de que as bactérias precisam para crecer. Uma evidência que suporta esta ideia é a de que certas cepas da bactéria Streptomyces produzem estreptavidina, uma proteína com ligeiramente parecida com a avidina e também com afinidade pela biotina e um ponto de união muito similar, que se acredita servir para inibir o crescimento de bactérias competidoras, do género antibiótico.
Também se encontrou uma forma não glicosilada da avidina isolada de um preparado comercial, mas não é conclusivo se esta forma é um produto natural ou é simplesmente o resultado do processo de fabricação.